# Pas del Simplon
El  Pas del Simplon  és un port dels Alps al cantó del Valais, que arriba als 2.008 msnm. Està obert tot l'any i és part de la carretera nacional suïssa A9 des del seu començament a Brig fins a Itàlia. Al llarg de 62 quilòmetres el seu pendent és del 9%. A diferència del coll del Gran Sant Bernat tancat diversos mesos a l'any, la carretera del Simplon està oberta tot l'any i té un important trànsit de camions.

## Història

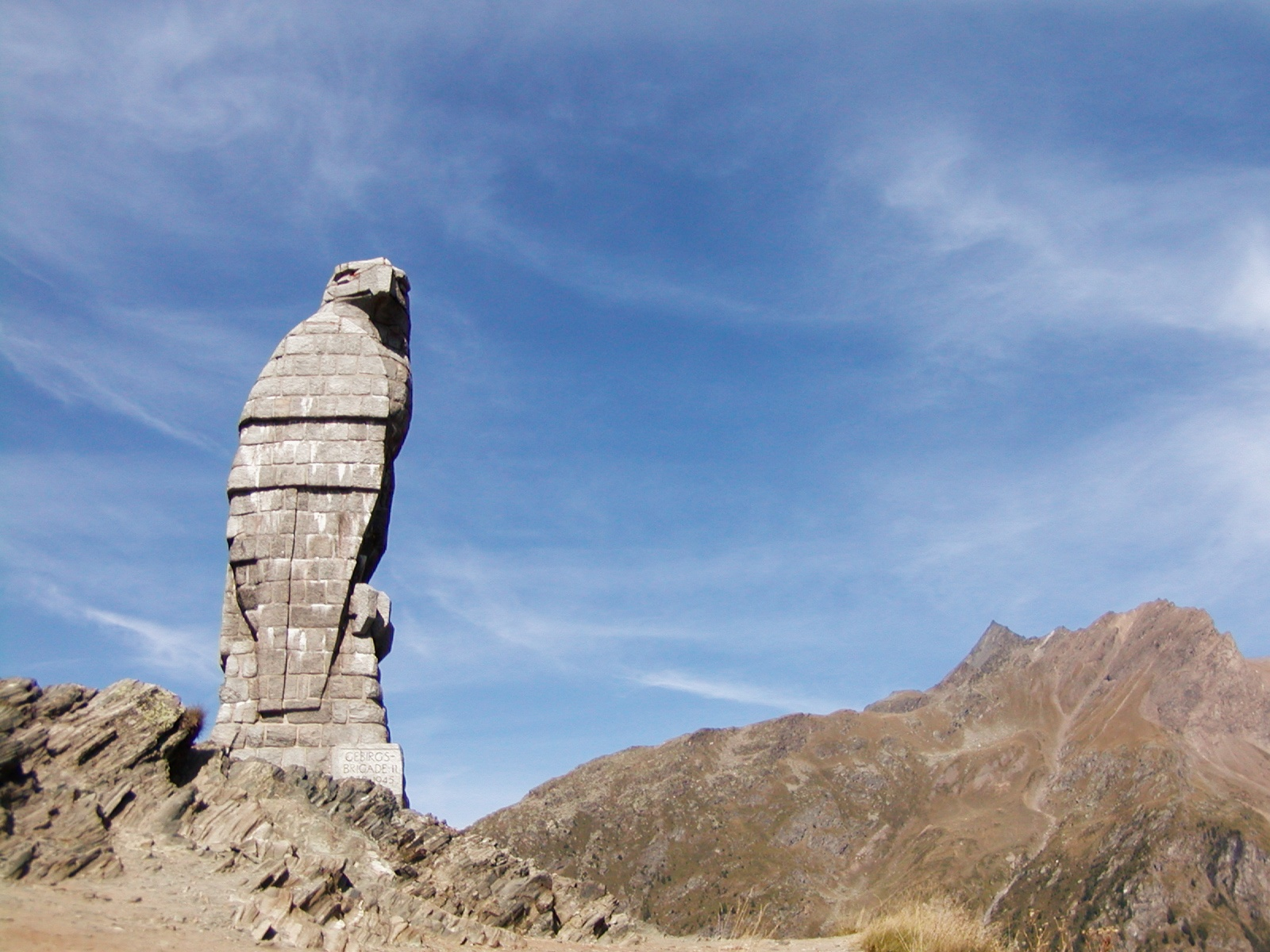
Àguila erigida en pedra en el pas del Simplon

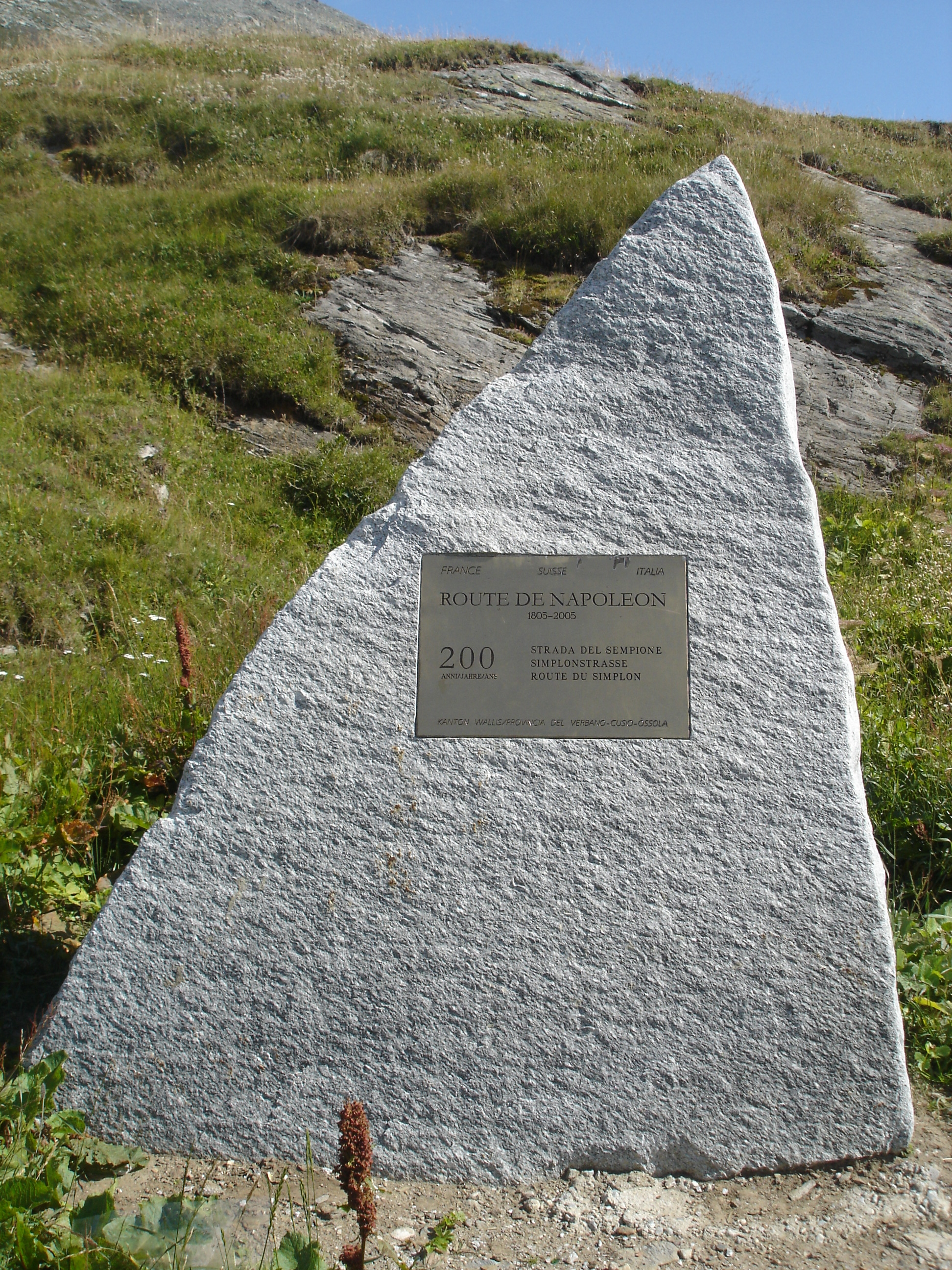
Placa per commemorar els 200 anys de l'obertura de la carretera

La carretera va ser construïda entre 1801 i 1805 per l'enginyer Nicolás Céard, patrocinat per Napoleó Bonaparte, per tal d'obrir un pas a l'artilleria, però les obres es van allargar més del previst, i el cost total superà els vuit milions de francs de l'època. El pas va donar nom a l'antic departament del Simplon.
Jorge Chávez Dartnell va ser el primer a creuar els Alps per aire, passant per damunt del port del Simplon el 23 de setembre de 1910.

### L'hospici
Napoleó també va decretar el 21 de febrer de 1801, sense ni tan sols consultar als eclesiàstics de Sant Bernat la creació d'un hospici en tot similar al del coll del Gran Sant Bernat, perquè apreciava molt la seva utilitat. Però quan Napoleó va caure només s'havia construït el primer pis. L'edifici es va mantenir en aquest estat fins a mitjans de 1820, quan es van reprendre els treballs, que van concloure el 1831.
Al començament del segle xx, l'aparició de l'automòbil i el túnel ferroviari del Simplon van transformar radicalment la funció tradicional de l'hostatgeria, que era la de servir com a refugi als viatgers.
Durant la Segona Guerra Mundial, l'hospici va mantenir fins a 600 efectius encarregats de custodiar la frontera sud del cantó del Valais.
A la dècada dels 60, l'hospici va passar a tenir noves funcions: a nivell religiós, desenvolupament de la pastoral de muntanya i a nivell esportiu, camp base per a l'accés als cims alpins dels voltants (Breithorn).
Actualment, després d'una considerable reforma i renovació, l'hospici tracta de mantenir la seva dimensió religiosa i no deixar-se influir per l'èxit del turisme.

## Xarxa de carreteres
La xarxa de carreteres s'ha millorat considerablement en els últims vint anys. S'han eliminat diverses corbes i la ruta s'ha escurçat amb la construcció de nombrosos ponts i viaductes.
Una alternativa al port del Simplon, per als vehicles, és carregar els cotxes al tren i prendre el túnel ferroviari del Simplon que uneix Brig amb Isella.